# 仙台都市圏環状自動車専用道路
仙台都市圏環状自動車専用道路（せんだいとしけんかんじょうじどうしゃせんようどうろ）は、宮城県仙台市を中心とする仙台都市圏において、仙台市都心部を中心として広がるDID（人口集中地区）を取り囲むように通る、総延長約60キロメートル (km) の環状の有料自動車専用道路の通称。5つの高速道路の各々の一部または全部によって構成されるため、「仙台都市圏高速環状ネットワーク」とも呼ばれる。公式愛称は「ぐるっ都・仙台」。公式な英称は定められていない。

## 概要
2010年（平成22年）3月27日に全線開通した。総延長は、58.9 km。政令指定都市の都市圏域に設置された環状自動車専用道路としては、全国で初めての全通例である。
| 所在地               | 路線名称                   | 全線 供用 | 道路 規格 | 1周      | 1周     | 最高速度     |
| 所在地               | 路線名称                   | 全線 供用 | 道路 規格 | 方向     | 距離    | 最高速度     |
| -------------------- | -------------------------- | --------- | --------- | -------- | ------- | ------------ |
| 仙台大都市圏         | ぐるっ都・仙台             | 2010年    | 第1種     | 両回り   | 58.9 km | 70 -100 km/h |
| 関東大都市圏         | 首都高速都心環状線         | 1967年    | 第2種     | 両回り   | 14.8 km | 40 -050 km/h |
| 関東大都市圏         | 首都高速中央環状線＋湾岸線 | 2015年    | 第2種     | 両回り   | 56.7 km | 60 -080 km/h |
| 中京大都市圏         | 名古屋高速都心環状線       | 1995年    | 第2種     | 時計回り | 10.3 km | 50 -060 km/h |
| 中京大都市圏         | 名二環＋伊勢湾岸道         | 2021年    | 第1種     | 両回り   | 66.4 km | 40 -100 km/h |
| 近畿大都市圏         | 阪神高速1号環状線          | 1967年    | 第2種     | 時計回り | 10.3 km | 50 -060 km/h |
| 北九州・福岡大都市圏 | 福岡高速環状線             | 2012年    | 第2種     | 両回り   | 35 km   | 60 -080 km/h |

仙台市が整備してきた一般道による骨格幹線道路網「3環状12放射状線」の3環状の外側を通り、12放射状線のいくつかとインターチェンジで接続している。
なお、一般道との間では仙台南ICと山田ICにおいて進行方向に制限があるので注意が必要（富谷ICも進行方向制限あり）。

### 構成する道路
構成する道路を、北端にある富谷JCTから時計回り（外回り）に以下に示す。なお、色は便宜上用いたものであり、路線カラー等に基づくものではない。
管理・運営は東日本高速道路（NEXCO東日本）東北支社で、2016年4月1日以降の体制では、東北自動車道が同社の仙台管理事務所、それ以外の区間が仙台東管理事務所の管轄である。
| No. | 道路名 （通称）               | 路線名 （法令上の正式名）                  | 都市計画 道路名 | 該当区間                 | 道路種別                                                             |
| --- | ----------------------------- | ------------------------------------------ | --------------- | ------------------------ | -------------------------------------------------------------------- |
| E6  | 仙台北部道路                  | 一般国道47号                               | 仙台北幹線      | 富谷JCT - 利府JCT        | 高速自動車国道に並行する 一般国道自動車専用道路                      |
| E6  | 三陸自動車道 （三陸沿岸道路） | 一般国道45号 （仙塩道路） 三陸縦貫自動車道 | 仙塩幹線        | 利府JCT - 仙台港北IC     | 国土交通大臣指定に基づく 高規格幹線道路 （一般国道の自動車専用道路） |
| E6  | 仙台東部道路                  | 一般国道6号                                | 仙台東幹線      | 仙台港北IC - 仙台若林JCT | 高速自動車国道に並行する 一般国道自動車専用道路                      |
| E48 | 仙台南部道路                  | 一般国道6号                                | 仙台南幹線      | 仙台若林JCT - 仙台南IC   | 都市圏自動車専用道路                                                 |
| E4  | 東北自動車道                  | 東北縦貫自動車道 弘前線                    | －              | 仙台南IC - 富谷JCT       | 高速自動車国道                                                       |

「ぐるっ都・仙台」を構成する道路と構成区間の延長 (km)
- 外回り（時計回り）：Google マップ（約61.3 km）
- 内回り（反時計回り）：Google マップ（約60.3 km）

## 沿革
1964年（昭和39年）に新産業都市「仙台湾地区」に指定された当地では、高度経済成長期に計画・建設された日本道路公団（現・NEXCO東日本）の東北自動車道の県内区間が1970年代半ばに開通するのを前にして、1972年（昭和47年）に宮城県道路公社が設立された。同社はまず、東北道・仙台南ICと接続する国道286号（1970年指定）と、国道4号仙台バイパス（1970年全線暫定供用開始）とをつなぐ仙台南有料道路（現・仙台南部道路の一部）を1981年（昭和56年）に供用開始した。これにより、1970年（昭和45年）開設の仙台卸商団地を初めとする仙台東部流通団地、および、1971年（昭和46年）開港の仙台港（現・仙台塩釜港仙台港区）などが、仙台市都心部を迂回して東北道とつながるルートを確保した。また同社は、日本三景・松島の観光地区を迂回させる仙台松島有料道路（現・三陸自動車道の一部）を1980年代に開通させて仙塩地区を通る国道45号のボトルネックを解消し、県内第2の都市で石巻工業港（1967年供用開始）および特定第3種漁港・石巻漁港（1973年指定）を擁する石巻市と東北道との間の接続を改善した。なお、仙台松島有料道路は、新産業都市「仙台湾地区」を縦貫し、仙台港や仙台空港などと結ぶ「仙台湾岸高規格道路」の一部を構成する。
| 昭和期の名称 | 仙台東バイパス | 仙塩バイパス                 | 仙台松島有料道路             | 鳴瀬バイパス                 | 矢本バイパス                 | 石巻バイパス                 |
| 延長         | 26.3 km        | 7.1 km                       | 11.5 km                      | 6.8 km                       | 9.4 km                       | 5.6 km                       |
| 現在の名称   | 仙台東部道路   | 三陸自動車道（三陸沿岸道路） | 三陸自動車道（三陸沿岸道路） | 三陸自動車道（三陸沿岸道路） | 三陸自動車道（三陸沿岸道路） | 三陸自動車道（三陸沿岸道路） |
| 現在の名称   | 仙台東部道路   | 仙塩道路                     | 仙台松島道路                 | 矢本石巻道路                 | 矢本石巻道路                 | 矢本石巻道路                 |

当道（以下「環状高速」）は当初から環状高速道路として計画・整備されたものではなく、新規路線がこれら既存の自動車専用道路の間をつなぐことで環状化を実現させたものであるため、道路の運営・種別・規格・車線数などが不統一で建設された（#車線・最高速度参照）。
環状化が進むにつれ、完成予定が大規模イベントとリンクされるようになり、2001年（平成13年）の新世紀・みやぎ国体前には全線開通の予定とされた。しかし実現せず、2002年（平成14年）のサッカー・ワールドカップでも全線開通は叶わず、会場最寄の利府しらかし台ICまでの盲腸端だった。全線開通はさらに遅れて2010年（平成22年）3月27日となった。
「環状高速」を構成する各道路にはおのおの法定路線名、道路名（営業路線名）、英語名があるが、「環状高速」そのものを指すそれらは存在しない。そのため「環状高速」が完成に近づくにつれて任意の名称で呼ばれるようになり、国土交通省は「仙台都市圏環状自動車専用道路」「仙台都市圏高速環状ネットワーク」「仙台環状自動車専用道路」「仙台環状道路」を使用した。マスメディアでは、「仙台都市圏高速環状道路」「仙台都市圏高速環状道」「仙台圏高速環状道」「仙台高速環状道」「仙台圏環状道路」「仙台環状道」「環状高速」「環状道路」などと称されてきた。このような名称の混乱状態を解決するために愛称の公募が行われ、環状道路の中に杜の都・仙台がある様子をイメージさせるとの理由から「ぐるっ都・仙台」に決まり、2010年（平成22年）10月3日に発表された。
仙台南部道路のみ県道路公社により建設・維持運営されていたが、通行料金が割高であったりETC割引が適用されなかったりなどの問題があったことから、NEXCO東日本への移管が宮城県などから長らく要望されていた。この要望が実現し、2013年（平成25年）7月1日に仙台南部道路は県道路公社からNEXCO東日本へ移管された。

### 年表
- 1964年（昭和39年）3月3日：「仙台湾地区[注 1]」が新産業都市に指定。
- 1965年（昭和40年）11月1日、東北自動車道の県内区間の基本計画決定（仙台南ICより北の区間は1967年11月9日に整備計画決定、1968年4月1日に施工命令）[15]。
- 1970年（昭和45年）7月7日：従前の5つの都市計画区域を統合して「仙塩広域都市計画区域」を定め、隣接地域に順次拡大。
- 1972年（昭和47年）4月1日：宮城県道路公社設立。
- 1973年（昭和48年）11月27日：東北自動車道の白石IC - 仙台南IC間開通[15]。
- 1975年（昭和50年）
  - 4月1日：東北自動車道の郡山IC - 白石IC間開通。これにより首都圏にある岩槻ICと仙台市・仙台南ICとの間が高速道路で接続された。
  - 11月28日：東北自動車道の仙台南IC - 泉IC間開通[15]。
- 1976年（昭和51年）12月9日：東北自動車道の泉IC - 古川IC間開通[15]（後に途中に富谷JCT設置。東北自動車道の「環状高速」構成区間が全通）。

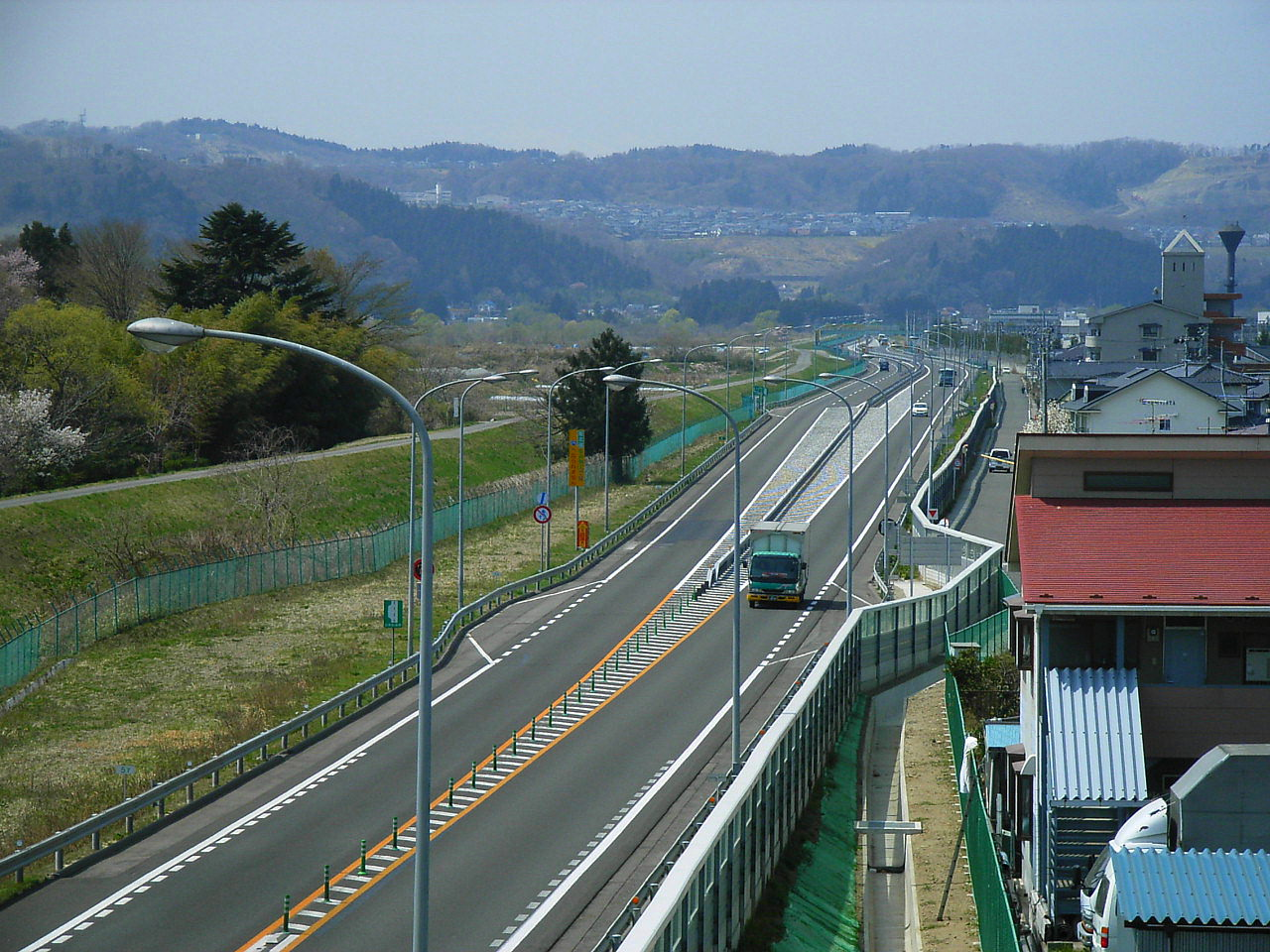
仙台南部道路の山田 - 長町間にある、追越車線区間と対面交通区間の移行部。名取川左岸（北岸）の堤防沿いを通る。

- 1981年（昭和56年）2月1日：仙台南有料道路（後の仙台南部道路）の山田仮出入口（国道286号と接続） - 長町仮出入口（国道4号・仙台バイパスと接続）間開通。
- 1986年（昭和61年）
  - 12月：仙台市、泉市[注 2]および黒川郡全4町村[注 3]が「仙台北部中核テクノポリス」に指定。
  - 同年度：仙台東バイパス[16]（後の仙台東部道路）の仙台東ICより南の区間が事業化[15]。
- 1987年（昭和62年）9月9日：川口JCT - 浦和IC間開通により、東北自動車道が全線開通。
- 1989年（昭和64年/平成元年）8月8日：三陸自動車道（仙塩道路）の基本計画および整備計画が決定[15]。
- 1993年度（平成5年度）：仙台北部道路が事業化[15]。
- 1994年（平成6年）
  - 3月30日：仙台東部道路の仙台空港IC - 仙台東IC間開通[15]。途中に仙台若林JCTを設置し、仙台南部道路と接続。
  - 3月30日：仙台南有料道路を仙台南部道路に改称。仙台南部道路の旧・長町仮出入口 - 仙台若林JCT間開通[15]。仙台東部道路と接続。
  - 12月16日：仙台南部道路を地域高規格道路の計画路線に決定[15]。
- 1995年（平成7年）
  - 4月28日：仙台南部道路の既開通区間を地域高規格道路の整備区間に決定[15]。
  - 8月23日：仙台南部道路の仙台南ICから既開通区間と接続するまでの区間を地域高規格道路の整備区間に決定[15]。
- 1996年度（平成8年度）：仙台東部道路の仙台東ICより北の区間が事業化[15]。
- 1997年（平成9年）
  - 2月5日：常磐自動車道の亘理町 - 仙台市間の基本計画が決定[15]。仙台東部道路および仙台北部道路が、高速自動車国道に並行する一般国道自動車専用道路として供用されることになった。
  - 3月27日：三陸自動車道（仙塩道路）の仙台港北IC - 利府中IC間開通[15]（後に途中に利府JCT設置。三陸自動車道の「環状高速」構成区間が全通）。

- 2001年（平成13年）

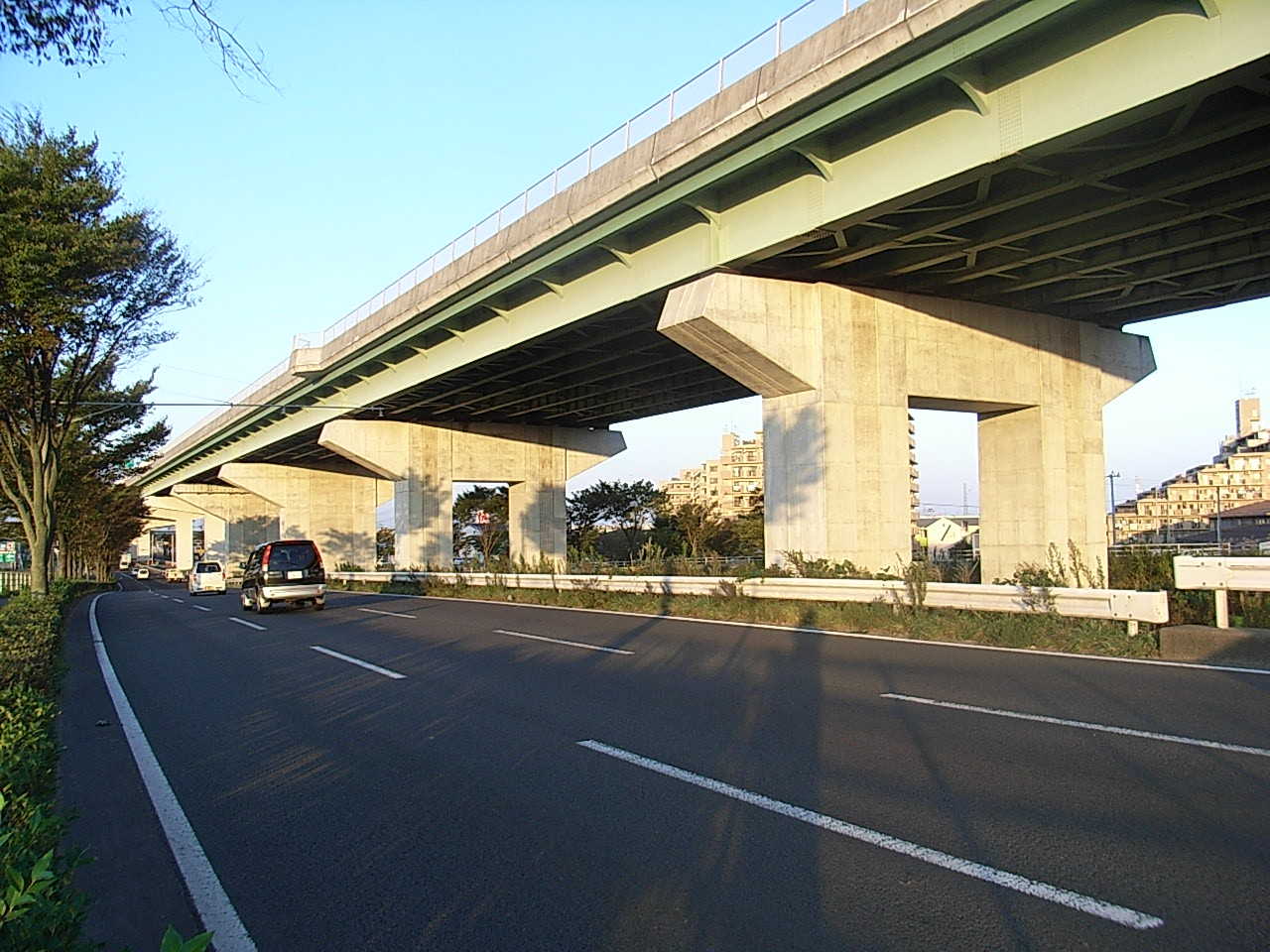
2001年に開通した仙台東部道路の仙台東IC - 仙台港北IC間にある仙台東部高架橋。県道仙台塩釜線（産業道路）の上空を通る。

  - 8月1日：仙台東部道路の仙台東IC - 仙台港北IC間開通[15]（仙台東部道路の「環状高速」構成区間が全通）。三陸自動車道と接続。
  - 8月1日：仙台南部道路の山田IC - 仙台南IC間開通[15]（仙台南部道路の「環状高速」構成区間が全通）。東北自動車道と接続。
  - 10月：新世紀・みやぎ国体がグランディ21・宮城スタジアムを中心に開催された。
- 2002年（平成14年）
  - 5月19日：仙台北部道路の利府JCT - 利府しらかし台IC間開通[15]。三陸自動車道道路と接続。
  - 6月：サッカー・ワールドカップの3試合がグランディ21・宮城スタジアムで開催された。
- 2004年（平成16年）
  - 2月24日：東北自動車道および仙台南部道路の仙台南ICを立体交差化（JCT化）した[15]。また、仙台南部道路の山田本線料金所を廃止した。
  - 11月1日：東北自動車道の泉本線料金所廃止。これで既に開通している「環状高速」構成区間内にあった本線料金所が全て廃止された。
- 2005年（平成17年）10月1日：日本道路公団民営化により、東北自動車道・仙台北部道路・三陸自動車道・仙台東部道路が東日本高速道路株式会社（NEXCO東日本）の管理・運営となった。

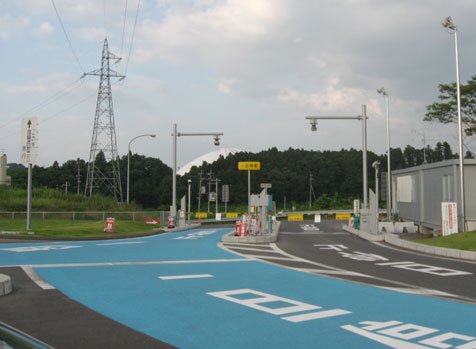
2006年に「環状高速」内唯一のスマートICが泉PAに設置。

- 2006年（平成18年）4月26日：東北自動車道・泉PAにてスマートIC社会実験開始（そのまま恒久化）。

- 2010年（平成22年）

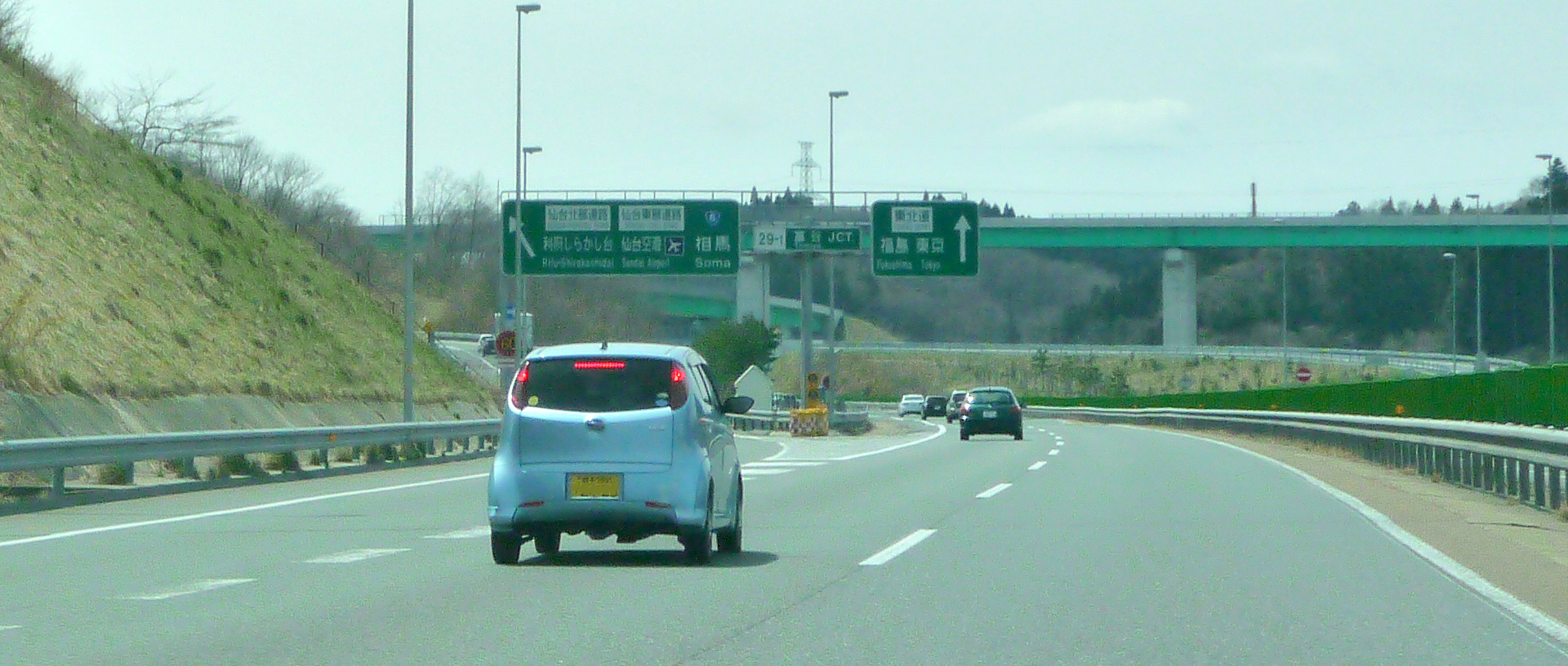
2010年の富谷JCTの供用開始により、「環状高速」が全通。

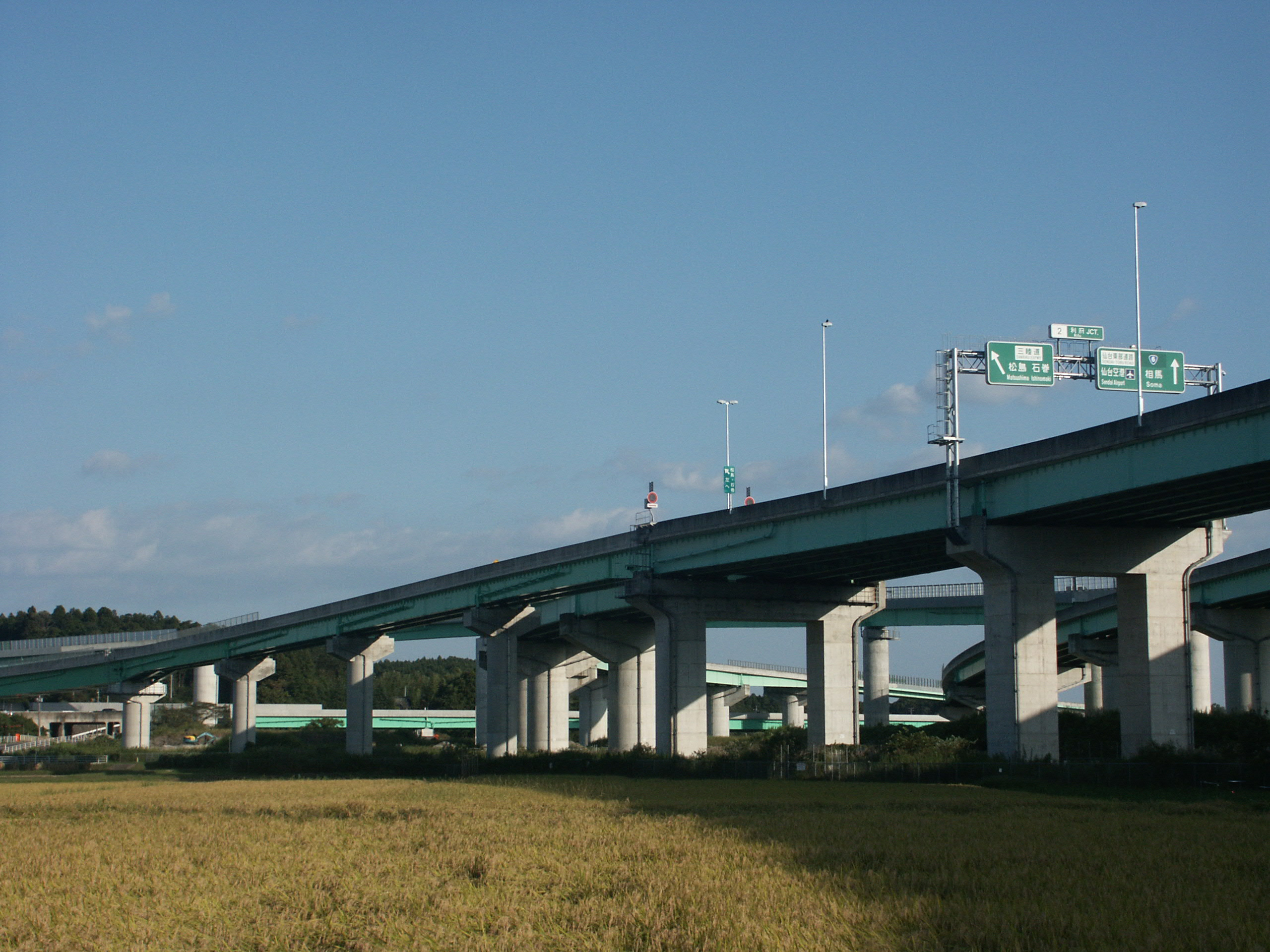
2010年に利府JCTがフル化された。

  - 3月27日：仙台北部道路の利府しらかし台IC - 富谷JCT間 (L=6.6km) 開通[15]（仙台北部道路の「環状高速」構成区間が全通）。これにより「環状高速」全線が開通した。
  - 10月3日：宮城県庁で開催された『「仙台都市圏高速環状ネットワーク」を考えるシンポジウム』の席上で[17]、公募していた「環状高速」の愛称が「ぐるっ都・仙台」となったことが発表された。
  - 10月22日：ハーフJCTだった利府JCTがフル化された。これにより、「ぐるっ都・仙台」にある4つのJCTが全てフルJCTとなった。
- 2011年（平成23年）3月11日：東北地方太平洋沖地震（東日本大震災）により全線通行止。緊急交通路として使用後、順次開通。
- 2012年（平成24年）
  - 8月8日：「ぐるっ都・仙台」に接続する東北自動車道下り線の仙台南IC手前に、「ぐるっ都・仙台」および接続道路の渋滞・通行止め・事故などの情報を知らせる、発光式の図形情報板を設置[18]。
  - 8月27日・28日：東北自動車道上り線の富谷JCT手前に図形情報板を設置[18][19]。
  - 12月1日：仙台東部道路に仙台港IC設置。
- 2013年（平成25年）
  - 7月1日：宮城県道路公社の仙台南部道路（宮城県道53号仙台南インター線）が有償移管され、東日本高速道路株式会社（NEXCO東日本）の仙台南部道路（一般国道6号）になった。
  - 12月22日 : 仙台北部道路の富谷JCT - 富谷IC間開通。
- 2014年（平成26年）11月25日・26日：仙台東部道路に図形情報板を設置[20]。
- 2016年（平成28年）3月27日：三陸自動車道の「環状高速」構成区間にあたる仙台港北IC - 利府JCT間 (4.7 km) が4車線化され、途中に多賀城ICが開設された[21]。これに伴い、同区間の最高速度が70 km/hから100 km/hに引き上げられた。

## 道路施設
以下に、（連続）500 m以上の橋の一覧を示す。利府高架橋は高架の利府JCTを含めた長さを連続とした。利府高架橋と多賀城高架橋は利府JCTで接続しているが、多賀城高架橋は三陸自動車道本線方向の長さであり、両橋の長さは単純に合計できないので分けた。仙台南部道路の山田ICと仙台南ICとの間には、別々に名称がついているが河川橋と高架橋が連続している区間があるため一覧に含めた。
| 名称           | 長さ    | 長さ    | 所属路線     | 位置          |
| 名称           | 単独    | 連続    | 所属路線     | 位置          |
| -------------- | ------- | ------- | ------------ | ------------- |
| 利府高架橋     | 1,815 m | 2,850m  | 仙台北部道路 | Google マップ |
| （利府JCT）    |         | 2,850m  | 仙台北部道路 | Google マップ |
| 多賀城高架橋   | 3,734 m | 3,734 m | 三陸自動車道 | Google マップ |
| 仙台東部高架橋 | 4,390 m | 4,390 m | 仙台東部道路 | Google マップ |
| 名取川1号橋    | 0306 m  | 2,659 m | 仙台南部道路 | Google マップ |
| 名取高架1号橋  | 0372 m  | 2,659 m | 仙台南部道路 | Google マップ |
| 名取高架2号橋  | 0185 m  | 2,659 m | 仙台南部道路 | Google マップ |
| 名取高架3号橋  | 0247 m  | 2,659 m | 仙台南部道路 | Google マップ |
| 名取高架4号橋  | 0160 m  | 2,659 m | 仙台南部道路 | Google マップ |
| 名取高架5号橋  | 0232 m  | 2,659 m | 仙台南部道路 | Google マップ |
| 名取高架6号橋  | 0179 m  | 2,659 m | 仙台南部道路 | Google マップ |
| 名取高架7号橋  | 0218 m  | 2,659 m | 仙台南部道路 | Google マップ |
| 名取高架8号橋  | 0229 m  | 2,659 m | 仙台南部道路 | Google マップ |
| 名取川2号橋    | 0263 m  | 2,659 m | 仙台南部道路 | Google マップ |
| 茂庭高架1号橋  | 0256 m  | 2,659 m | 仙台南部道路 | Google マップ |
| 茂庭高架2号橋  | 030 m   | 2,659 m | 仙台南部道路 | Google マップ |

## 通過する自治体
北端にある富谷JCTから時計回り（外回り）で記載。全延長の約2/3の区間が仙台市内を通る。
- 宮城県
  - 富谷市 - 黒川郡大和町 - 宮城郡利府町 - 多賀城市 - 仙台市（宮城野区 - 若林区 - 太白区） - 名取市 - 仙台市（太白区 - 青葉区 - 泉区）

## インターチェンジなど
北端にある富谷JCTから時計回り（外回り）で記載。
| IC 番号   | 施設名           | 所属路線     | 富谷 JCT から (km) | 接続する高規格道路                                      | 所在地       | 所在地       |
| --------- | ---------------- | ------------ | ------------------ | ------------------------------------------------------- | ------------ | ------------ |
| 29-1 (40) | 富谷JCT          | 東北自動車道 | 0.0                | 東北自動車道 青森方面 仙台北部道路 富谷IC方面（内回り） | 富谷市       | 富谷市       |
| 39        | 利府しらかし台IC | 仙台北部道路 | 6.6                |                                                         | 宮城郡利府町 | 宮城郡利府町 |
| 38        | 利府JCT          | 三陸自動車道 | 11.8               | 三陸自動車道 石巻・気仙沼・宮古方面                     | 宮城郡利府町 | 宮城郡利府町 |
| 37        | 多賀城IC         | 三陸自動車道 | 13.1               |                                                         | 多賀城市     | 多賀城市     |
| 36        | 仙台港北IC       | 三陸自動車道 | 15.8               |                                                         | 仙台市       | 宮城野区     |
| 35        | 仙台港IC         | 仙台東部道路 | 17.6               |                                                         | 仙台市       | 宮城野区     |
| 34        | 仙台東IC         | 仙台東部道路 | 21.0               |                                                         | 仙台市       | 若林区       |
| 33 (50)   | 仙台若林JCT      | 仙台東部道路 | 25.4               | 仙台東部道路 仙台空港・亘理方面                         | 仙台市       | 若林区       |
| 51        | 今泉IC           | 仙台南部道路 | 26.6               |                                                         | 仙台市       | 若林区       |
| 52        | 長町IC           | 仙台南部道路 | 29.1               |                                                         | 仙台市       | 太白区       |
| 53        | 山田IC           | 仙台南部道路 | 34.5               |                                                         | 仙台市       | 太白区       |
| 27        | 仙台南IC/JCT     | 東北自動車道 | 37.6               | 東北自動車道 川口方面                                   | 仙台市       | 太白区       |
| 28        | 仙台宮城IC       | 東北自動車道 | 43.2               | 仙台西道路 都心部方面                                   | 仙台市       | 青葉区       |
| 28-1      | 泉PA/SIC         | 東北自動車道 | 53.4               |                                                         | 仙台市       | 泉区         |
| 29        | 泉IC             | 東北自動車道 | 56.9               |                                                         | 仙台市       | 泉区         |
| 29-1 (40) | 富谷JCT          | 東北自動車道 | 60.1               | 東北自動車道 青森方面 仙台北部道路 富谷IC方面（内回り） | 富谷市       | 富谷市       |

## 車線・最高速度
| 所属路線     | 区間                     | 設計上の規格                | 設計上の規格        | 2016年3月末時点の現状     | 2016年3月末時点の現状 |
| 所属路線     | 区間                     | 道路規格                    | 設計速度            | 車線 上下線=上り線+下り線 | 最高速度              |
| ------------ | ------------------------ | --------------------------- | ------------------- | ------------------------- | --------------------- |
| 仙台北部道路 | 富谷JCT - 利府JCT        | 第1種 第2級 （第1種 第3級） | 100 km/h (080 km/h) | 2=1+1 （暫定2車線）       | 070 km/h              |
| 三陸自動車道 | 利府JCT - 仙台港北IC     | 第1種 第2級                 | 100 km/h            | 4=2+2                     | 100 km/h              |
| 仙台東部道路 | 仙台港北IC - 仙台若林JCT | 第1種 第2級                 | 100 km/h            | 4=2+2                     | 100 km/h              |
| 仙台南部道路 | 仙台若林JCT - 今泉IC     | 第1種 第3級                 | 080 km/h            | 4=2+2                     | 070 km/h              |
| 仙台南部道路 | 今泉IC - 仙台南IC/JCT    | 第1種 第3級                 | 080 km/h            | 2=1+1 （暫定2車線）       | 070 km/h              |
| 東北自動車道 | 仙台南IC/JCT - 泉IC      | 第1種 第3級                 | 080 km/h            | 4=2+2                     | 080 km/h              |
| 東北自動車道 | 泉IC - 富谷JCT           | 第1種 第2級                 | 100 km/h            | 4=2+2                     | 100 km/h              |

|  | 現在、技術上の問題で一時的にグラフが表示されなくなっています。 |

|  | 現在、技術上の問題で一時的にグラフが表示されなくなっています。 |

## 交通量
24時間交通量（台）　道路交通センサス
| 区間                       | 平成17年（2005年）度 | 平成22年（2010年）度 | 平成27年（2015年）度 | 令和3（2021）年度 |
| -------------------------- | -------------------- | -------------------- | -------------------- | ----------------- |
| 富谷JCT - 利府しらかし台IC | 調査当時未開通       | 7,217                | 17,070               | 18,809            |
| 利府しらかし台IC - 利府JCT | 2,981                | 7,237                | 19,545               | 18,773            |
| 利府JCT - 多賀城IC         | 16,874               | 23,934               | 36,752               | 39,162            |
| 多賀城IC - 仙台港北IC      | 16,874               | 23,934               | 36,752               | 39,162            |
| 仙台港北IC - 仙台港IC      | 15,466               | 23,682               | 34,022               | 34,572            |
| 仙台港IC - 仙台東IC        | 15,466               | 23,682               | 35,774               | 36,795            |
| 仙台東IC - 仙台若林JCT     | 25,763               | 33,149               | 44,843               | 42,480            |
| 仙台若林JCT - 今泉IC       | 18,368               | 17,481               | 27,848               | 24,708            |
| 今泉IC - 長町IC            | 18,368               | 17,481               | 26,378               | 23,647            |
| 長町IC - 山田IC            | 16,579               | 17,481               | 21,848               | 20,101            |
| 山田IC - 仙台南IC/JCT      | 12,836               | 12,311               | 17,003               | 14,975            |
| 仙台南IC/JCT - 仙台宮城IC  | 33,188               | 35,888               | 37,740               | 30,833            |
| 仙台宮城IC - 泉PASIC       | 28,879               | 28,879               | 32,492               | 26,857            |
| 泉PASIC - 泉IC             | 28,879               | 29,933               | 32,348               | 27,074            |
| 泉IC - 富谷JCT             | 33,398               | 33,383               | 37,279               | 31,107            |

（出典：「平成22年度道路交通センサス」・「平成27年度全国道路・街路交通情勢調査」・「令和3年度全国道路・街路交通情勢調査」（国土交通省ホームページ）より一部データを抜粋して作成）
- 令和2年度に実施予定だった交通量調査は、新型コロナウイルスの影響で延期された[29]。